# Gyula Marsovszky
Gyula "Jules" Marsovszky (Boedapest, 3 januari 1936 - Genève, 17 december 2004) was een Zwitsers motorcoureur. Zijn beste seizoen was dat van 1969, toen hij als tweede eindigde in het wereldkampioenschap wegrace 500 cc. 

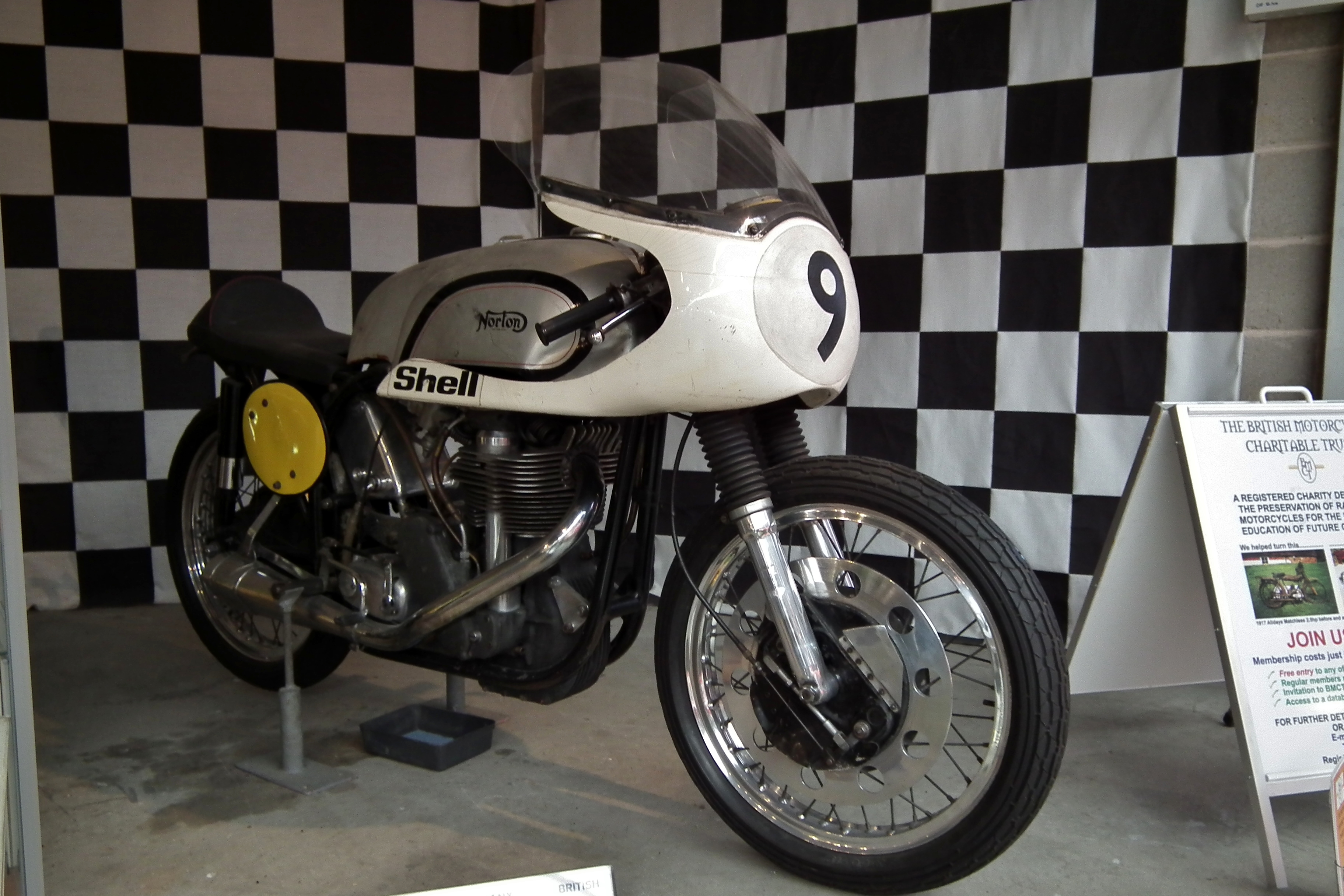
Norton Manx 30M uit 1960

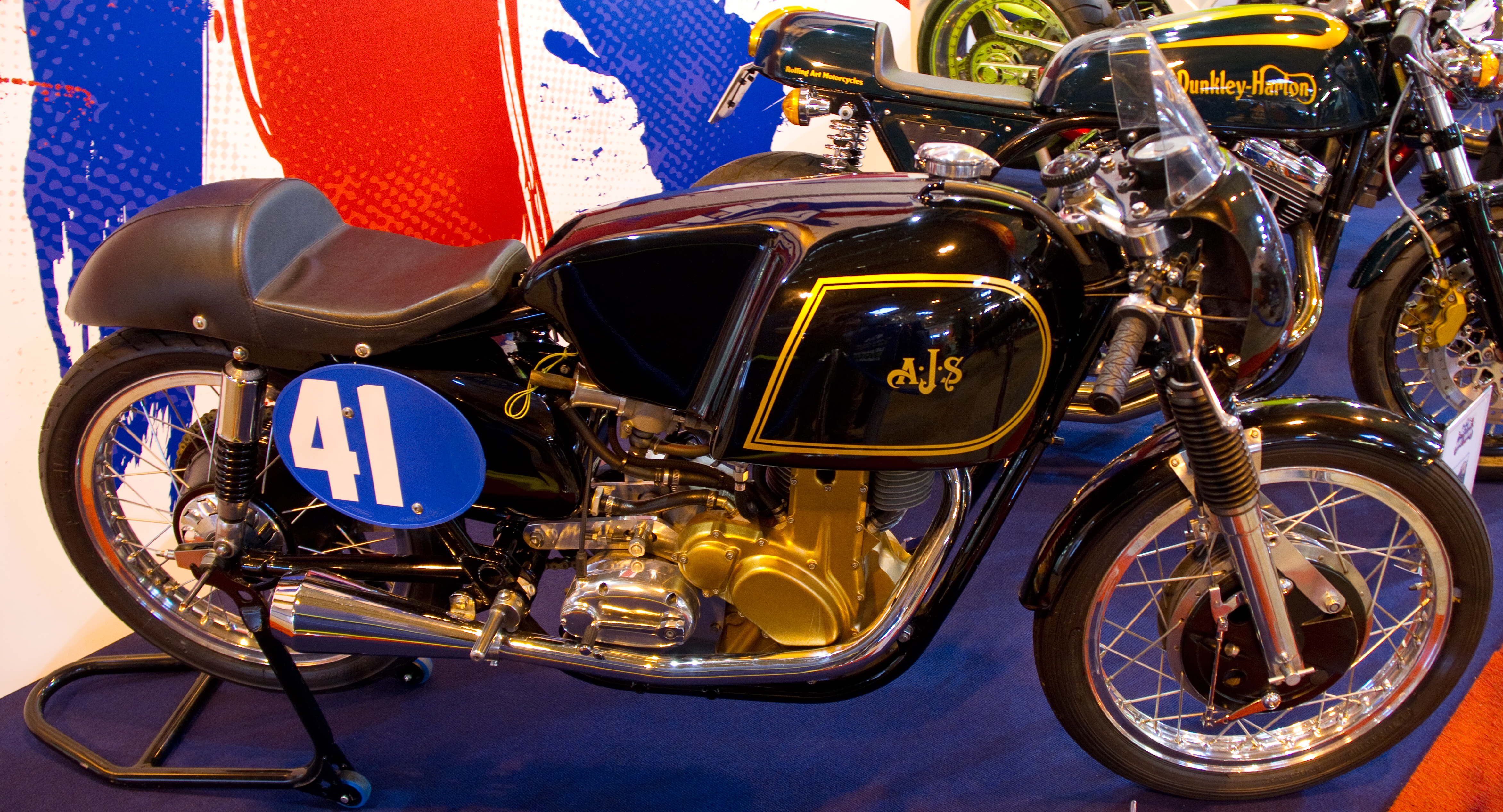
AJS 7R

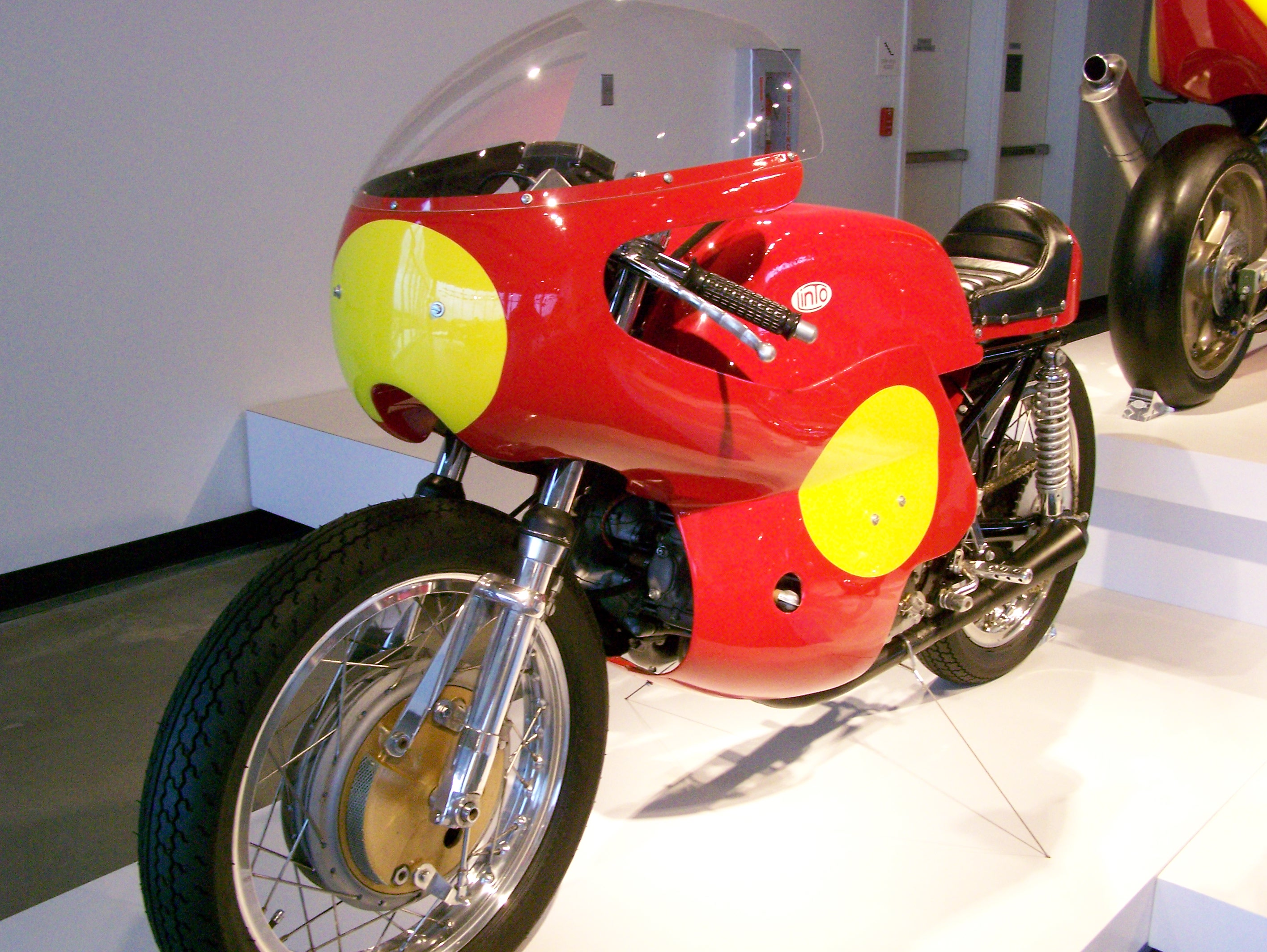
LinTo 500 GP uit 1969

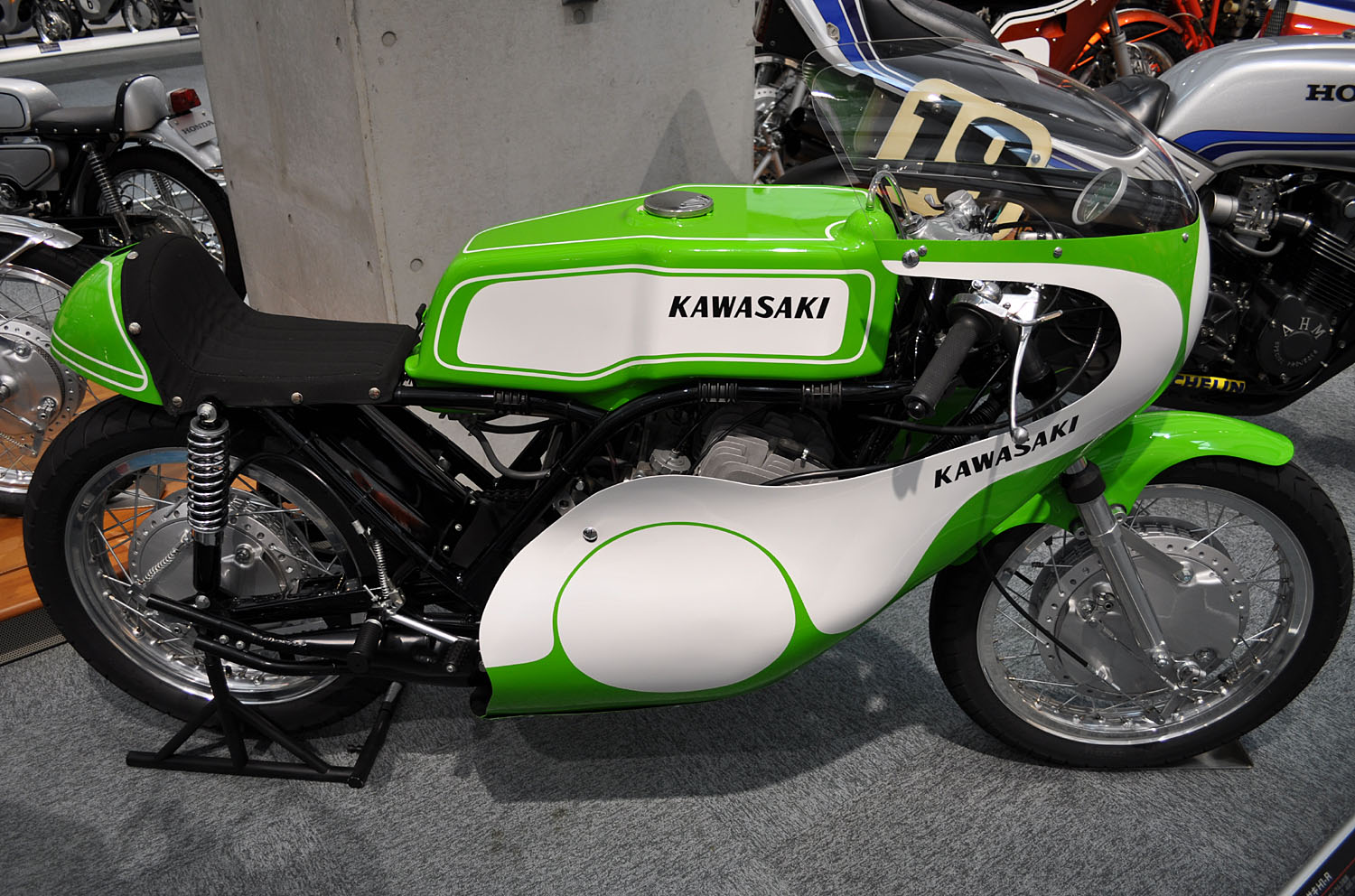
Kawasaki H 1 R

## Carrière
Gyula Marsovszky was de zoon van een motorfietshandelaar in Boedapest. Hij kreeg als veertienjarige al een racelicentie en hij reed de eerste jaren met 125cc-Csepels in Hongarije en andere Oostbloklanden. Aanvankelijk deed hij dat als privérijder met machines die werden geprepareerd door zijn vader, maar later werd hij zelfs fabriekscoureur voor Csepel. 
Na de Hongaarse opstand van 1956 vluchtte Marsovszky met zijn vriendin en latere echtgenote uit Hongarije, eerst naar Oostenrijk en daarna naar Zwitserland. Hij vond daar werk als monteur en werd Zwitsers staatsburger. In 1960 kocht hij een tweedehands Norton Manx 500 waarmee hij al in 1961 zijn eerste punten in het wereldkampioenschap scoorde: vierde in de Franse Grand Prix, de eerste WK-race waaraan hij deelnam.  
In 1963 verruilde hij de Norton voor een Matchless G50, maar voor de 250cc-klasse kocht hij ook een Bultaco TSS 250. Met de Matchless werd hij kampioen van Zwitserland. 
Tot en met 1968 bleef hij met de Bultaco en de Matchless racen. Voor het seizoen 1969 kocht hij een 250cc-Yamaha TD 2 en een LinTo 500 GP. In dat jaar reisde hij voor het eerst niet af naar het eiland Man. De Linto stond niet bekend om zijn grote betrouwbaarheid, maar in handen van Gyula Marsovszky deed de machine het uitstekend. Hij viel maar twee keer uit en in alle andere races scoorde Marsovszky punten, met als beste resultaat de tweede plaats in de Grand Prix van Tsjecho-Slowakije. Hij eindigde het seizoen als tweede in de eindstand van de 500cc-klasse, op grote achterstand op Giacomo Agostini, die met zijn MV Agusta 500 3C niet te verslaan was. 
In 1970 begon hij het seizoen weer met de LinTo, maar al na één race stapte hij over naar de tweetakt-Kawasaki H 1 R. Daarmee viel hij vier keer uit en hij werd slechts dertiende in de WK-eindstand. Met de 250cc-Yamaha scoorde punten in alle races waaraan hij deelnam en in die klasse werd hij zevende. 
In 1971 reed hij weer met de LinTo, maar nu was de machine zo onbetrouwbaar dat hij in het hele seizoen niet één keer de finish haalde en in 1972 gebeurde dat slechts een keer. Met de Yamaha ging het in 1971 een stuk beter: Marsovszky won zijn enige Grand Prix in Italië en eindigde als zesde in het 250cc-WK. Tijdens de 500cc-race in Italië kwam hij zo hard ten val dat hij de laatste race moest overslaan. In 1972 gebruikte hij zijn Yamaha in slechts één race, zijn geliefde Lightweight 250 cc TT. 
In het seizoen 1973 kocht hij een Yamaha TZ 350, een machine die gemakkelijk van iets grotere zuigers en cilinders kon worden voorzien waardoor er ook in de 500cc-klasse mee gereden mocht worden. De meeste privérijders deden dat, bij gebrek aan echte 500cc-productieracers. Hij reed een vrij kleurloos seizoen, met als beste resultaat de vijfde plaats in de Duitse Grand Prix. In de 250cc-klasse eindigde hij als zestiende. Tijdens de Spaanse Grand Prix scoorde hij zijn laatste WK-punten met een negende plaats. In 1974 reed hij met een Yamaha TZ 250 alleen in de Lightweight 250 cc TT en ook in zijn laatste jaar, 1975, reed hij vrijwel alleen op het eiland Man, waar hij zijn carrière afsloot. 
Na zijn racecarrière werkte Gyula Marsovszky, of "Jules", zoals bij binnen het Continental Circus werd genoemd, als taxichauffeur in zijn woonplaats Genève, waar hij in 2004 overleed. 

### Isle of Man TT
In zijn eerste WK-jaar 1961 reed Gyula Marsovszky alleen in de Franse Grand Prix en in de Senior TT op het eiland Man. Daar kreeg hij kennelijk de smaak van de Snaefell Mountain Course te pakken want hij sloeg de TT van Man maar zelden over. Zelfs toen de TT vanaf het begin van de jaren zeventig door de meeste coureurs werd geboycot vanwege het gevaarlijke circuit, bleef Marsovszky de TT trouw. Goede resultaten boekte hij er echter nooit: zijn beste plaats was de zesde in de Lightweight 250 cc TT van 1971. De laatste WK-race van zijn carrière was de Junior TT van 1975, waarin hij uitviel.

## Wereldkampioenschap wegrace resultaten
(Races in vet zijn pole-positions; races in cursief geven de snelste ronde aan, punten tussen haakjes zijn inclusief streepresultaten)

### Puntentelling t/m 1968
De eerste zes finishers kregen punten.
|         | 1e | 2e | 3e | 4e | 5e | 6e |
| Punten: | 8  | 6  | 4  | 3  | 2  | 1  |

### Puntentelling vanaf 1969
In 1969 kwam er een nieuwe puntentelling. Nu kregen de eerste tien finishers punten. 
|         | 1e | 2e | 3e | 4e | 5e | 6e | 7e | 8e | 9e | 10e |
| Punten: | 15 | 12 | 10 | 8  | 6  | 5  | 4  | 3  | 2  | 1   |

| Jaar | Klasse | Team  | Motorfiets                  | 1        | 2       | 3       | 4            | 5       | 6       | 7       | 8       | 9       | 10      | 11      | 12      | 13      | Punten  | Plaats | Overwinningen |
| ---- | ------ | ----- | --------------------------- | -------- | ------- | ------- | ------------ | ------- | ------- | ------- | ------- | ------- | ------- | ------- | ------- | ------- | ------- | ------ | ------------- |
| 1961 | 500 cc | Privé | Norton M30                  |          | DUI -   | FRA 4   | IOM DNF      | NED -   | BEL -   | DDR -   | ULS -   | NAT -   | ZWE -   | ARG -   |         |         | 3       | 15e    | 0             |
| 1962 | 350 cc | Privé | Norton M40                  |          |         | IOM DNF | NED -        |         |         | ULS -   | DDR -   | NAT -   | FIN -   |         |         |         | 0       | -      | 0             |
| 1962 | 500 cc | Privé | Norton M30                  |          |         | IOM 23  | NED -        | BEL 9   |         | ULS 7   | DDR -   | NAT -   | FIN -   | ARG -   |         |         | 0       | -      | 0             |
| 1963 | 350 cc | Privé | Norton M40                  |          | DUI -   |         | IOM DNF      | NED -   |         | ULS -   | DDR -   | FIN -   | NAT -   |         |         |         | 0       | -      | 0             |
| 1963 | 500 cc | Privé | Matchless G50               |          |         |         | IOM DNF      | NED -   | BEL 6   | ULS -   | DDR -   | FIN -   | NAT DNF | ARG -   |         |         | 1       | 19e    | 0             |
| 1964 | 125 cc | Privé | Bultaco TSS 125             | VST -    | SPA -   | FRA -   | IOM DNF      | NED -   |         | DUI -   | DDR -   | ULS -   | FIN -   | NAT -   | JAP -   |         | 0       | -      | 0             |
| 1964 | 350 cc | Privé | Norton M40                  |          |         |         | IOM 20       | NED -   |         | DUI -   | DDR -   | ULS -   | FIN -   | NAT -   | JAP -   |         | 0       | -      | 0             |
| 1964 | 500 cc | Privé | Matchless G50               | VST -    |         |         | IOM DNF      | NED -   | BEL DNF | DUI 4   | DDR -   | ULS -   | FIN 3   | NAT -   |         |         | 7       | 7e     | 0             |
| 1965 | 250 cc | Privé | Bultaco TSS 250             | VST -    | DUI -   | SPA -   | FRA -        | IOM DNF | NED 15  | BEL -   | DDR -   | TSL -   | ULS -   | FIN -   | NAT -   | JAP -   | 0       | -      |               |
| 1965 | 350 cc | Privé | AJS 7R                      |          | DUI -   |         |              | IOM 24  | NED -   |         | DDR -   | TSL -   | ULS -   | FIN -   | NAT -   | JAP -   | 0       | -      | 0             |
| 1965 | 500 cc | Privé | Matchless G50               | VST -    | DUI DNF |         |              | IOM 8   | NED DNF | BEL 6   | DDR -   | TSL -   | ULS -   | FIN DNF | NAT 6   |         | 2       | 24e    | 0             |
| 1966 | 250 cc | Privé | Bultaco TSS 250             | SPA -    | DUI -   | FRA -   | NED 7        | BEL -   | DDR -   | TSL 5   | FIN 2   | ULS -   | IOM -   | NAT 7   | JAP -   |         | 8       | 12e    | 0             |
| 1966 | 500 cc | Privé | Matchless G50               |          | DUI 3   |         | NED 7        | BEL 4   | DDR 5   | TSL 3   | FIN 7   | ULS 8   | IOM -   | NAT 8   |         |         | 13      | 6e     | 0             |
| 1967 | 250 cc | Privé | Bultaco TSS 250             | SPA -    | DUI 5   | FRA -   | IOM 7        | NED 7   | BEL 6   | DDR 6   | TSL -   | FIN 4   | ULS 6   | NAT -   | CAN -   | JAP -   | 8       | 8e     | 0             |
| 1967 | 500 cc | Privé | Matchless G50               |          | DUI DNF |         | IOM 14       | NED 5   | BEL 5   | DDR 10  | TSL -   | FIN 4   | ULS 7   | NAT 7   | CAN -   |         | 7       | 8e     | 0             |
| 1968 | 250 cc | Privé | Bultaco TSS 250             | DUI 7    | SPA -   | IOM DNF | NED 14       | BEL -   | DDR -   | TSL -   | FIN 6   | ULS -   | NAT -   |         |         |         | 1       | 16e    | 0             |
| 1968 | 500 cc | Privé | Matchless G50               | DUI 4    | SPA 5   | IOM DNF | NED DNF      | BEL DNF | DDR -   | TSL -   | FIN -   | ULS -   | NAT -   |         |         |         | 10      | 3e     | 0             |
| 1969 | 250 cc | Privé | Yamaha TD 2                 | SPA -    | DUI -   | FRA -   | IOM -        | NED 17  | BEL 10  | DDR -   | TSL -   | FIN -   | ULS -   | NAT -   | ADR 10  |         | 2       | 45e    | 0             |
| 1969 | 500 cc | Privé | LinTo 500 GP                | SPA 4    | DUI 4   | FRA 6   | IOM -        | NED 6   | BEL 4   | DDR -   | TSL 2   | FIN DNF | ULS -   | NAT 7   | ADR DNF |         | 47      | 2e     | 0             |
| 1970 | 250 cc | Privé | Yamaha TD 2                 | DUI 8    | FRA 7   | ADR 9   | IOM -        | NED -   | BEL -   | DDR 6   | TSL -   | FIN -   | ULS -   | NAT 5   | SPA 4   |         | 28      | 7e     | 0             |
| 1970 | 500 cc | Privé | LinTo 500 GP                | DUI 11   |         |         |              |         |         |         |         |         |         |         |         |         | 18      | 13e    | 0             |
| 1970 | 500 cc | Privé | Kawasaki H 1 R              |          | FRA 6   | ADR 8   | IOM -        | NED 9   | BEL DNF | DDR DNF |         | FIN DNF | ULS -   | NAT 4   | SPA DNF |         | 18      | 13e    | 0             |
| 1971 | 250 cc | Privé | Yamaha TD 2 B               | OOS 3    | DUI 4   | IOM 6   | NED 6        | BEL 7   | DDR 4   | TSL -   | ZWE DNF | FIN 5   | ULS 7   | NAT 1   | SPA -   |         | 55 (57) | 6e     | 1             |
| 1971 | 500 cc | Privé | LinTo 500 GP                | OOS DNF  | DUI DNF | IOM -   | NED DNF      | BEL DNF | DDR DNF |         | ZWE DNF | FIN DNF | ULS DNF | NAT DNF | SPA -   |         |         | -      | 0             |
| 1972 | 250 cc | Privé | Yamaha TD 2 B               | DUI -    | FRA -   | OOS -   | NAT -        | IOM 13  | JOE -   | NED -   | BEL -   | DDR -   | TSL -   | ZWE -   | FIN -   | SPA -   | 0       | -      | 0             |
| 1972 | 500 cc | Privé | LinTo 500 GP                | DUI DNF  | FRA DNF | OOS -   | NAT DNF      | IOM -   | JOE -   | NED DNF | BEL -   | DDR DNF | TSL 12  | ZWE -   | FIN -   | SPA DNF | 0       | -      | 0             |
| 1973 | 350 cc | Privé | Yamaha TZ 350 A             | FRA -    | OOS 8   | DUI 5   | NAT 10       | IOM 11  | JOE -   | NED -   |         | TSL -   | ZWE -   | FIN -   | SPA 9   |         | 12      | 16e    | 0             |
| 1973 | 500 cc | Privé | Yamaha TZ 350 A (opgeboord) | FRA DNF- | OOS DNF | DUI -   | NAT afgelast | IOM -   | JOE 7   | NED DNF | BEL 13  | TSL -   | ZWE -   | FIN DNF | SPA DNF |         | 4       | 34e    | 0             |
| 1974 | 250 cc | Privé | Yamaha TZ 250               |          | DUI -   |         | NAT -        | IOM 18  | NED -   | BEL -   | ZWE -   | FIN -   | TSL -   | JOE -   | SPA -   |         | 0       | -      | 0             |
| 1975 | 250 cc | Privé | Yamaha TZ 250               | FRA -    | SPA -   |         | DUI -        | NAT -   | IOM 24  | NED -   | BEL -   | ZWE -   | FIN -   | TSL -   | JOE -   |         | 0       | -      | 0             |
| 1975 | 350 cc | Privé | Yamaha TZ 350 A             | FRA -    | SPA -   | OOS 13  | DUI -        | NAT -   | IOM DNF | NED -   |         |         | FIN -   | TSL -   | JOE -   |         | 0       | -      | 0             |